# 元 (数学)
数学において元（げん、英: element または member）とは、集合を構成する個々の数学的対象のことである。元素、要素ともいう。
ジュゼッペ・ペアノの導入した記法に従えば、対象 x が集合 E の元であることを、 「x ∈ E」と書き表す。
このとき、対象 x が集合 E に属する（ぞくする、英: membership）、あるいは集合 E は対象 x を含むとも言う。また集合を空間、元を点と言うこともある。

## 概要
「属する」という二項関係は、数学的対象と集合（あるいは一般にクラス）との間に定まる非対称な関係（帰属関係）である。
外延性の公理により、集合はそれに属する全ての数学的対象を指定することで特徴づけられる。
通常用いられる集合論 ZF においては基礎の公理が述べるところによって帰属関係は整礎、すなわち任意の集合は自身を元として含むことはない（帰属関係は反対称関係である）。
しかし、基礎の公理の代わりに反基礎の公理を置く他の集合論ではそのような制約を受けない超集合が存在し得る。
帰属関係は推移的でない。これは集合の包含関係がそうであることと対照的である。

## 素朴な説明
集合の歴史的な定義は、Cantor (1895: 481) によれば
と述べられる。

このある種で漠然とした定義においても、直観的な集合論を展開することはできる。
例えば、集合 M = {1, 2, 3} に対し、1, 2, 3 は各々 M の元である。ここで、「元であること」と「部分集合であること」を混同してはならない。先の例であれば {1, 2} や {3} などは M の部分集合だが M の元ではない。

## 定義
形式論理に基づく現代的な集合論は、（相等関係 = 以外に）一つの述語記号（二項述語 ∈）を含む一階述語論理で記述される。
そのような記述法の下で、文「x は M の元である」は x ∈ M という式に翻訳される。
ハウスドルフは、このような記述自身は元からある概念を元にして定義を構成するような手法でないことを注意している

## 集合と類
先に与えた定義に従って記述された式
{\displaystyle x\in M}
において、文字 M が表すものは集合である。
素朴集合論においてよく知られた逆理が導かれるなどの理由により、元 x の属する対象 M は集合でなく類（クラス）と考えたほうが有効な場面がある。例えば圏論では圏に属する元（圏論の文脈ではこれを「対象」と呼ぶ）の全体は類と考える。
ZF(C)集合論においてよく用いられる類の定式化は、単項述語そのものを類と見做すことである。つまり、「x が類 M の元である」とは単に述語 P を用いた式 P(x) のことに他ならない。

## 元素
最もよく用いられる ZFC 集合論では全ての元がそれ自身集合として実現されるが、別の集合論では必ずしもそうではない。集合の元であって、かつそれ自身は集合として実現されないような元を原子 (atom) あるいは urelement（根源的元/原要素/原始元/基本元素) と呼ぶ。
そのような場合においては、必ずしも集合でないような対象に対しても、考えている数学的体系に属する対象であることを以って「元」と呼ぶ方が自然である。数、点、函数など（これらは集合として実現できる）と言った従来の数学的体系の殆どに加えて、星、分子、カエルなどもその体系における「元」ということになる。

## 代数系の特定の元
代数系の研究においては、その代数的構造に特徴的な性質を持つ代表的な元に特定の名前を付けるのが有用である。例えば、単位元、可逆元、吸収元など。